# Hondospitsmuismol
De hondospitsmuismol (Dymecodon pilirostris) is een zoogdier uit de familie van de mollen (Talpidae). Het is een endeem van de Japanse eilanden Honshu, Shikoku en Kyushu, waar het een algemene soort is boven ongeveer 1 km hoogte in graslanden, struwelen en bossen.

## Etymologie
De geslachtsnaam is de combinatie van de Oudgriekse woorden δύο (duo) "twee", μῆκος (mēkos) "formaat" en ὀδούς (odous) "tand", dus "twee maten tanden," een verwijzing naar de verschillen in grootte tussen de tanden in de onderkaak.

## Beschrijving
D. pilirostris  is een mol die lijkt op de Japanse spitsmuismol, met een kop-romplengte van ongeveer 6½ cm. Hij is bedekt met dikke vacht van 5 mm lange donkerbruine haren met een duidelijke groenachtig metallic glans. De staart van ongeveer 3½ cm, is bedekt met donker haar van ongeveer 7 mm. De handpalmen en voetzolen zijn bedekt met donkerbruine schubben. Hij verschilt van de Japanse spitsmuismol omdat hij kleiner is en de relatieve grootte van sommige lichaamsdelen verschilt, zoals de relatief lange staart. Zijn gebit is echter opvallend verschillend. De eerste snijtand in de bovenkaak is breed en laag, het breedst van tanden voor de echte kiezen. De tweede is snijtand is bijna net zo breed en vergelijkbaar in vorm. De derde snijtand en de hoektand zijn eenvoudig en afgerond en ongeveer een kwart van de breedte van de overige snijtanden. De tanden in de onderkaak zijn vergelijkbaar met die in de bovenkaak, maar de tweede snijtand heeft aan de achterkant een extra conische knobbel, er is geen derde snijtand en de hoektand is minuscuul.